# Mandevilla nacapulensis
Mandevilla nacapulensis là một loài thực vật có hoa trong họ La bố ma. Loài này được (Felger & Henrickson) A.O.Simões, Kin.-Gouv. & M.E.Endress mô tả khoa học đầu tiên năm 2007.